# Puccinia sessilis

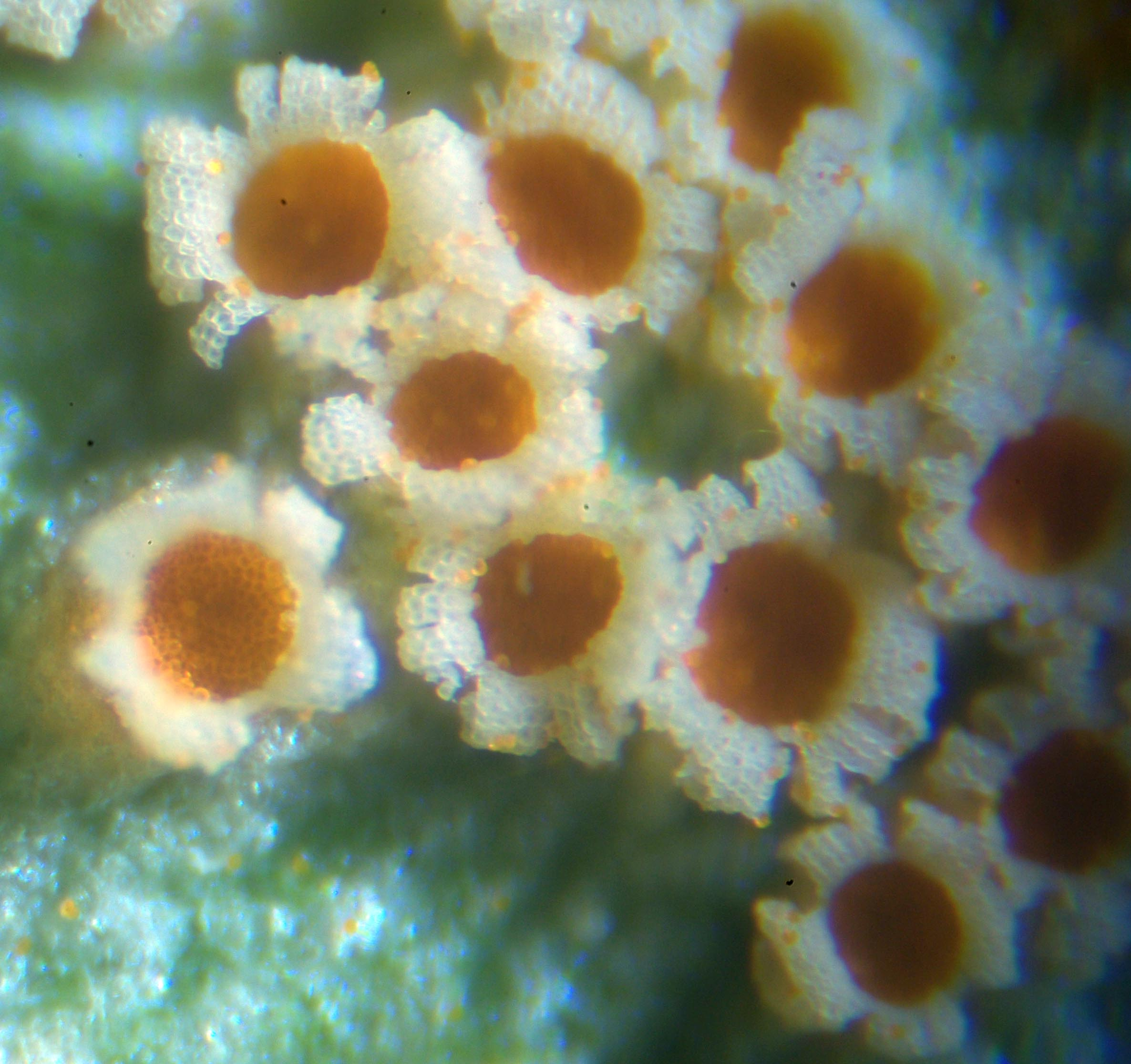
Ecis de Puccinia sessilis

Puccinia sessilis és una espècie de fong basidiomicot de  l'ordre dels puccinials (Pucciniales). És un fong fitopatogen que origina una infecció coneguda com a rovell. Infecta comunament l'àrum maculat i l'Allium ursinum causant taques circulars taronges a les fulles. Al revers de la fulla presenta ecis. És comú a Euràsia a la primavera.
Altres espècies afectades per aquest fong inclouen Convallaria majalis, Dactylorhiza fuchsii, Dactylorhiza incarnata, Dactylorhiza majalis, Gymnadenia conopsea, Neottia ovata, Paris quadrifolia i Phalaris arundinacea